# 杉山辰子
杉山 辰子（すぎやま たつこ、1868年9月14日（慶応4年7月28日） - 1932年（昭和7年）6月28日）は、日本の宗教家。大乗教教祖。日蓮宗法音寺始祖。法公会教祖。福聚の会教祖。真生会教祖。岐阜県羽島郡笠松町出身。

## 生涯
杉山定七の次女として岐阜県羽島郡笠松町に生まれた。家運挽回のために法華経行者鈴木キセから教えを受けたことから法華経開眼へとつながった。
その後、医学を学び、仏教の精神的療法と医学的療法の組み合わせによるライ病（ハンセン病）の人々の救済を試みた。1914年（大正3年）に名古屋市東区清水町で大乗教のもととなる仏教感化救済会を設立。翌年の1915年（大正4年）には東区葵町に移転した。生涯にわたって病気、災害、貧困に苦しむ人々に慈悲を施し、ハンセン病患者の救済に尽力した。
慈悲、誠、堪忍の3つが大切と説き、堪忍については「怒ると徳が燃えてなくなりますよ。怒ること、愚痴を言うことは堪忍破りです」と特に堪忍においては重きを置いている。1932年（昭和7年）6月28日、死去。享年63。戒名は広宣院殿安立大法尼。